# Renia Spiegel
Renia Spiegel (ur. 18 czerwca 1924 w Uhryńkowcach, w ówczesnym powiecie zaleszczyckim w województwie tarnopolskim, zm. 30 lipca 1942 w Przemyślu) – polska Żydówka będąca autorką pamiętnika i wierszy z okresu Holocaustu.

## Życiorys
Była córką Róży i Bernarda Spiegela. Przyszła na świat i wychowała się w Uhryńkowcach, gdzie jej ojciec pełnił funkcję zarządcy dóbr. Jej młodsza siostra Ariana w dwudziestoleciu międzywojennym udzielała się jako aktorka dziecięca, nazywana przez prasę „polską Shirley Temple”. W styczniu 1939 roku, Renia zamieszkała wraz z dziadkami w Przemyślu, gdzie była uczennicą tamtejszego Gimnazjum Żeńskiego im. Marii Konopnickiej, publikując jednocześnie swoje wiersze w gazetce szkolnej.
Od 31 stycznia 1939 roku prowadziła również pamiętnik spisany na prawie 700 stronicach. Po polskiej wojnie obronnej września 1939 roku i agresji ZSRR na Polskę Renia Spiegel z siostrą pozostały w części Przemyśla, która znalazła się w obrębie sowieckiej strefy okupacyjnej. Po agresji III Rzeszy na ZSRR i zajęciu całego Przemyśla przez Niemców, została osadzona w miejscowym getcie. Renia Spiegel została zastrzelona na ulicy Przemyśla krótko po swoich osiemnastych urodzinach, 30 lipca 1942 roku.

## Upamiętnienie
W 2015 roku z inicjatywy siostry Reni Spiegel – Elżbiety Bellak (Ariany) powstała Fundacja imienia Reni Spiegel, która w tym samym roku zorganizowała pierwszy Konkurs Poetycki im. Reni Spiegel dla młodzieży polskojęzycznej z całego świata. Pierwsze polskie wydanie dziennika Reni Spiegel ukazało się w czerwcu 2016. W planach jest realizacja filmu o Reni i Arianie Spiegel przez Tomasza Magierskiego, będącego jednocześnie autorem scenariusza spektaklu pt. Dziennik Reni Spiegel wyreżyserowanego przez Barbarę Płocicę i prezentowanego w ramach VIII Obchodów Międzynarodowego Dnia Pamięci o Ofiarach Holokaustu na Podkarpaciu, a także w Teatrze Kamienica w Warszawie 14 września 2016 roku.
W 2019 roku zapowiedziano wydanie pamiętnika Reni Spiegel w języku angielskim. Przekład pamiętnika na język angielski (autorki: Anna Błasiak i Marta Dziurosz), ukazał się nakładem wydawnictwa Penguin w Wielkiej Brytanii i wydawnictwa Macmillan w USA.